# Filip Peliwo
Filip Peliwo (Vancouver, 30 gennaio 1994) è un tennista polacco con cittadinanza canadese.
Tra gli juniores ha vinto in singolare due prove del Grande Slam e ha raggiunto la vetta del ranking mondiale di categoria nel 2012. Non si è ripetuto tra i professionisti, vincendo solo tornei dei circuiti minori e senza andare oltre il 161º posto nel ranking ATP di singolare. Nel 2015 ha esordito nella squadra canadese di Coppa Davis con cui ha giocato due soli incontri.

## Biografia
Nato in Canada da una famiglia di immigrati polacchi, nei primi anni gioca in rappresentanza del Canada. In seguito i genitori tornano a vivere in Polonia. Durante la pandemia di COVID-19, l'attività tennistica è ridotta al minimo in Canada e Peliwo si trasferisce a vivere in Polonia nel 2021 per aver maggiori possibilità di giocare e trovare sponsor. Nel 2022 sceglie di giocare in rappresentanza della Polonia.

## Carriera

### Tra gli juniores
Peliwo è il protagonista della stagione juniores 2012 ripetendo l'impresa riuscita a Stefan Edberg nel 1983 di raggiungere la finale in tutti e quattro i tornei dello Slam in un anno. A differenza del campione svedese non riesce a vincerli tutti ed esce sconfitto nei primi due. Agli Australian Open perde in tre set da Luke Saville, e al Roland Garros è Kimmer Coppejans a impedirgli di conquistare il trofeo. Nella finale di Wimbledon ritrova il nº 1 del mondo Luke Saville e conquista il suo primo titolo dello Slam Juniores vincendo per 7-5, 6-4.

Con questa vittoria guadagna tre posizioni e sale in vetta alla classifica scavalcando Saville.
Anche agli US Open raggiunge la finale e supera in tre set combattuti Liam Broady, conquistando il suo secondo titolo Slam nel 2012.

## Statistiche
Aggiornate al 27 agosto 2023.

### Tornei minori

#### Singolare

##### Vittorie (13)
| Legenda tornei minori |
| Challenger (1)        |
| ITF (12)              |

| N. | Data             | Torneo                          | Superficie | Avversario in finale | Punteggio |
| 1. | 18 novembre 2012 | Knoxville Challenger, Knoxville | Cemento    | Denis Kudla          | 6-4, 6-2  |

##### Finali perse (15)
| Legenda tornei minori |
| Challenger (1)        |
| ITF (14)              |

| N. | Data           | Torneo                      | Superficie | Avversario in finale | Punteggio           |
| 1. | 26 maggio 2019 | Jerusalem Open, Gerusalemme | Cemento    | Danilo Petrović      | 6(3)-7, 7-6(8), 1-6 |

#### Doppio

##### Vittorie (6)
| Legenda tornei minori |
| Challenger (1)        |
| ITF (5)               |

| N. | Data           | Torneo              | Superficie | Compagno         | Avversario in finale | Punteggio   |
| 1. | 26 agosto 2023 | Zhuhai Open, Zhuhai | Cemento    | Luca Castelnuovo | Li Hanwen Li Zhe     | 7-5, 7-6(4) |